# Gai Cuspi Rufí
Gai Cuspi Rufí (en llatí Caius Cuspius Rufinus) va ser un magistrat romà del segle ii.
Va ser nomenat cònsol l'any 142 junt amb Luci Estaci Quadrat. L'esmenten els Fasti.